# Сборная Китая по теннису в Кубке Федерации
Сборная Китайской Народной Республики в Кубке Федерации — национальная женская сборная команда, представляющая КНР в Кубке Федерации — международном женском командном теннисном турнире на уровне национальных сборных. Команда участвует в розыгрышах Кубка Федерации с 1981 года, добившись лучшего результата в 2008 году, когда вышла в полуфинал Мировой группы.

## Статистика и рекорды

### Команда
- Первый год участия — 1981
- Проведено сезонов — 41
  - Из них в Мировой группе — 20
- Лучший результат — 1/2 финала Мировой группы (2008)
- Самая длинная серия побед — 9 (2004—2006, включая победы над командами Филиппин, Узбекистана, Казахстана, Сингапура, Индии, Австралии, Словении, Индонезии и Германии и выход в Мировую группу)
- Самая крупная победа: 5-0 по играм, 9-2 по сетам, 63-29 по геймам ( Китай —  Словения, 2005)
- Самый длинный матч — 9 часов 49 минут ( Германия —  Китай 3:2, 2009)
  - Наибольшее количество геймов в матче — 136 ( Германия —  Китай 3:2, 2009)
- Самая длинная игра — 3 часа 11 минут ( Чжэн Цзе —  Рика Фудзивара 5-7 7-64 6-1, 2002)
  - Наибольшее количество геймов в игре — 37 ( Чжу Линь —  Хан На Рэ 7-66 5-7 7-5, 2017)
- Наибольшее количество геймов в сете — 14 (6 раз)

### Игроки
- Наибольшее количество лет в сборной — 10 (Пэн Шуай)
- Наибольшее количество матчей — 31 (Ли На)
- Наибольшее количество игр — 45 (Ли На, 35—10)
- Наибольшее количество побед — 35 (Ли На, 35—10)
  - В одиночном разряде — 27 (Ли На, 27—4)
  - В парном разряде — 12 (Ли Тин, 12—6)
  - В составе одной пары — 5 (И Цзинцянь/Ли Ли, 5—1; Ли Тин/Сунь Тяньтянь, 5—1; Ли Фан/Тан Минь, 5—5)
- Самый молодой игрок — 15 лет 91 день (Пэн Шуай, 9 апреля 2001)
- Самый возрастной игрок — 34 года 59 дней (Пэн Шуай, 7 марта 2020)

## Состав в 2023 году
- Цзян Синьюй
- Чжэн Ушуан
- Юань Юэ
- Ян Чжаосюань

Капитан: Фэн Лю

## Недавние игры
| Год            | Этап                                       | Соперницы        | Счёт |
| -------------- | ------------------------------------------ | ---------------- | ---- |
| 15 апреля 2023 | Групповой этап I Азиатско-Океанской группы | Япония           | 0:2  |
| 14 апреля 2023 | Групповой этап I Азиатско-Океанской группы | Таиланд          | 3:0  |
| 13 апреля 2023 | Групповой этап I Азиатско-Океанской группы | Индия            | 3:0  |
| 12 апреля 2023 | Групповой этап I Азиатско-Океанской группы | Республика Корея | 1:2  |
| 11 апреля 2023 | Групповой этап I Азиатско-Океанской группы | Узбекистан       | 3:0  |